# Heinrich Koller (Historiker)

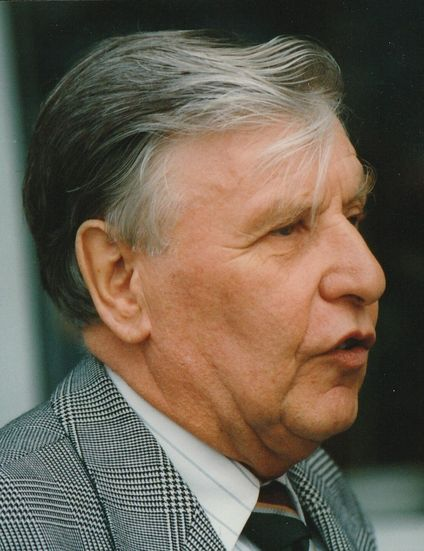
Heinrich Koller, aufgenommen 1998 von Werner Maleczek

Heinrich Koller (* 24. Juli 1924 in Wien; † 21. Dezember 2013 in Salzburg) war ein österreichischer Historiker.
Heinrich Koller machte 1942 die Matura in Wien. Koller leistete Kriegsdienst. Von 1945 bis 1949 studierte er Geschichte und Geographie an der Universität Wien, wo er 1949 bei Alfons Lhotsky mit der Arbeit Das Kanzleiregister König Heinrichs von Böhmen, Herzogs von Kärnten, der Jahre 1327–1329 promoviert wurde. Im selben Jahr wurde er wissenschaftliche Hilfskraft. 1952 wurde er Mitglied des Wiener Corps Symposion. Seit 1953 war er als Assistent am Institut für Österreichische Geschichtsforschung tätig. 1961 erfolgte seine Habilitation in Wien. 1964 wurde er außerordentlicher und 1965 ordentlicher Professor für mittelalterliche Geschichte und Historische Hilfswissenschaften an der Universität Salzburg. 1970 war er Dekan der Philosophischen Fakultät der Universität Salzburg. 1991 wurde er emeritiert. Koller war korrespondierendes Mitglied der Mainzer Akademie der Wissenschaften und der Literatur (seit 1989) und Mitglied des Konstanzer Arbeitskreises für mittelalterliche Geschichte (seit 1981).
Seine Forschungsschwerpunkte waren die Geschichte des Spätmittelalters, dabei insbesondere die Quelleneditionen, die Habsburger, sowie die Geschichte Südosteuropas. Koller legte etwa 175 Publikationen vor, die sich zeitlich vom Ende der Römerzeit bis zum Beginn der Neuzeit erstrecken. Er galt neben Paul-Joachim Heinig als führender Experte für den römisch-deutschen Kaiser Friedrich III. Seit 1977 leitete er für die Regesta Imperii das Unternehmen der „Regesten Kaiser Friedrichs III.“ Über Friedrich III. sind etwa 40.000 Urkunden und Briefe überliefert, die sich in verschiedenen europäischen Archiven und Bibliotheken befinden. Koller entschied sich die Regesten nach dem Provenienzprinzip, nach Archiven und Bibliotheken geordnet, zu publizieren. Dies brachte den Vorteil, dass es neben einer hohen Identifikation der Bearbeiter mit der jeweiligen Region auch schnell Zwischenergebnisse für Geldgeber und Benutzer einbrachte. Der Nachteil bei der Konzeption von Koller war, dass das Regestenprojekt lediglich regionale Perspektiven über den Kaiser eröffnete, ehe sich die Ergebnisse allmählich zu einer Gesamtschau zusammenfügen. Seit 1982 erschien fast jährlich ein Regestenheft zu Friedrich III. Die bisherigen Regesten waren impulsgebend für die landes- und lokalgeschichtliche Forschung. Sie führten aber auch zu einer Revision der zahlreichen anachronistischen Fehlurteile, die die Forschung des 19. Jahrhunderts über Kaiser und Reich im Spätmittelalter anstellte. Koller legte zu Friedrich III. 2005 eine neue Biografie in der Reihe Gestalten des Mittelalters und der Renaissance vor.

## Schriften (Auswahl)
Monografien
- Die Universitätsgründungen des 14. Jahrhunderts (= Salzburger Universitätsreden. Bd. 10). Pustet, Salzburg u. a. 1966.
- Kaiser Friedrich III. Wissenschaftliche Buchgesellschaft, Darmstadt 2005, ISBN 3-534-13881-3 (Rezension).

Herausgeberschaften
- Regesten Kaiser Friedrichs III. (1440–1493). Nach Archiven und Bibliotheken geordnet (mehrteiliges Werk).